# Batia fille de Teucros
Pour les articles homonymes, voir Batia.
Dans la mythologie grecque, Batia (en grec ancien Βάτεια / Báteia) est une reine de Troade.
Elle est mentionnée par Apollodore comme étant la fille de Teucros (roi de Troade) et l’épouse de Dardanos, de qui elle a Érichthonios. À ce titre, elle est donc une ancêtre des rois troyens. Apollodore lui prête aussi un autre fils sans postérité, Ilos. 
Une colline près de Troie mentionnée par Homère porte son nom.

## Sources
- Pseudo-Apollodore, Bibliothèque [détail des éditions] [lire en ligne] (III, 12, 1).
- Denys d'Halicarnasse, Antiquités romaines [détail des éditions] [lire en ligne] (I, 62).
- Homère, Iliade [détail des éditions] [lire en ligne] (II, 811-815).